# Balacra umbra
Balacra umbra är en fjärilsart som beskrevs av Druce 1910. Balacra umbra ingår i släktet Balacra och familjen björnspinnare. Inga underarter finns listade i Catalogue of Life.